# Озёрное (Новосибирская область)
Озёрное — упразднённый посёлок в Карасукском районе Новосибирской области. На момент упразднения входил в состав Знаменского сельсовета. Исключен из учётных данных в 1981 году.

## География
Посёлок располагался к северу от реки Чёрная, в 5 км (по прямой) к юго-востоку от железнодорожный разъезд Кусган.

## История
Посёлок возник в середине 1930-х годов как одна из производственных ферм совхоза № 269 «Октябрь». Решением Новосибирского облисполкома от 25.07.1961 г. № 593 ферма № 3 совхоза «Октябрь» переименована в посёлок Озёрное.
До 1974 года числился в составе Троицкого сельсовета.
Решением Новосибирского облисполкома от 09.04.1981 г. № 236 посёлок исключен из учётных данных в связи с выездом населения.